# Dragonball (processor)

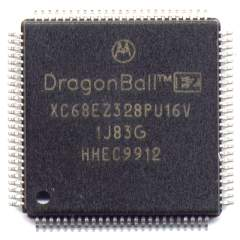
Dragonball processor

De Motorola Dragonball is een processor van Motorola, die compatibel is met de eigen Motorola 68000 en is aangepast voor laag stroomgebruik. De Dragonball beschikt in tegenstelling tot de Coldfire over de volledige 68000-instructieset.
Veel pda's van Palm zijn met de Dragonball uitgerust.